# Club Hielo Jaca
Pour les articles homonymes, voir Jaca (homonymie).
 (juillet 2021).
Si vous disposez d'ouvrages ou d'articles de référence ou si vous connaissez des sites web de qualité traitant du thème abordé ici, merci de compléter l'article en donnant les références utiles à sa vérifiabilité et en les liant à la section « Notes et références ».
 (juillet 2021).
Les normes d'accessibilité du Web doivent être respectées sur les articles liés au hockey sur glace.
Les articles possédant ce bandeau sont listés dans la catégorie:Article hockey sur glace non accessible.
Les points d'amélioration suivants sont les cas les plus fréquents :
- Tableaux de données : utiliser les modèles préformatés déjà disponibles ou consulter l'aide ;
- Listes à puces : les listes à puces sont créées grâces aux astérisques. Il ne doit pas y avoir de ligne vide entre deux astérisques ;
- Langue : tout changement de langue doit être signalé grâce au modèle {{langue}} ou au paramètrelangue=quand le modèle {{Lien web}} est utilisé dans les références ;
- Alternative textuelle : toute image doit être accompagnée d'une description sommaire (à ne pas confondre avec la légende).

Voir aussi Wikipédia:Atelier accessibilité/Bonnes pratiques.
Nota : ce bandeau ne concerne pas les problèmes d'accessibilité dus aux modèles utilisés.
Le Aramón Club Hielo de Jaca est un club de hockey sur glace espagnol évoluant cette saison en Liga Nacionales de Hockey Hielo.

## Palmarès
- Championnat d'Espagne (13) : 1984, 1991, 1994, 1996, 2001, 2003, 2004, 2005, 2010, 2011, 2012, 2015, 2016
- Copa del Rey (14) : 1985, 1988, 1989, 1993, 1995, 1996, 1998, 2001, 2002, 2003, 2006, 2011, 2012, 2013, 2017

## Historique
| Saison    | Championnat        | Coupe d'Espagne | Coupe d'Europe |
| --------- | ------------------ | --------------- | -------------- |
| 1972-1973 | ?                  | ?               | -              |
| 1973-1974 | ?                  | ?               | -              |
| 1974-1975 | 4e                 | Finale          | -              |
| 1975-1976 | 4e                 | ?               | -              |
| 1976-1977 | 4e                 | ?               | -              |
| 1977-1978 | 4e                 | ?               | -              |
| 1978-1979 | 4e                 | ?               | -              |
| 1979-1980 | 4e                 | ?               | -              |
| 1980-1981 | 4e                 | ?               | -              |
| 1981-1982 | 3e                 | ?               | -              |
| 1982-1983 | 2e                 | Finale          | -              |
| 1983-1984 | Champion           | Finale          | -              |
| 1984-1985 | 2e                 | Vainqueur       | 1er Tour       |
| 1985-1986 | 3e                 | ?               | -              |
| 1986-1987 | Pas de championnat | ?               | -              |
| 1987-1988 | Pas de championnat | Vainqueur       | -              |
| 1988-1989 | 2e                 | Vainqueur       | -              |
| 1989-1990 | 2e                 | Finale          | -              |
| 1990-1991 | Champion           | ?               | -              |
| 1991-1992 | 2e                 | Finale          | 1er Tour       |
| 1992-1993 | 2e                 | Vainqueur       | -              |
| 1993-1994 | Champion           | ?               | -              |
| 1994-1995 | Finale             | Vainqueur       | 1er Tour       |
| 1995-1996 | Champion           | Vainqueur       | -              |
| 1996-1997 | Finale             | Finale          | 1er Tour       |
| 1997-1998 | 1/2 Finale         | Vainqueur       | 1er Tour       |
| 1998-1999 | 1/2 Finale         | ?               | 1er Tour       |
| 1999-2000 | Finale             | ?               | -              |
| 2000-2001 | Champion           | Vainqueur       | 1er Tour       |
| 2001-2002 | Finale             | Vainqueur       | 1er Tour       |
| 2002-2003 | Champion           | Vainqueur       | 1er Tour       |
| 2003-2004 | Champion           | Finale          | 1er Tour       |
| 2004-2005 | Champion           | Finale          | 1er Tour       |
| 2005-2006 | Finale             | Vainqueur       | 2d Tour        |
| 2006-2007 | Finale             | Finale          | -              |
| 2007-2008 | forfait            | forfait         | -              |

## Participations à la Coupe d'Europe
| Saison    | Tour     | Adversaire                                                                      | Score(s)       |
| --------- | -------- | ------------------------------------------------------------------------------- | -------------- |
| 1984-1985 | 1er Tour | Steaua Bucarest                                                                 | 1-14 ; 4-7     |
| 1991-1992 | 1er Tour | Dragons de Rouen HC Bolzano HC Utrecht                                          | 0-13 2-17 0-7  |
| 1994-1995 | 1er Tour | EHC Kloten VEU Feldkirch Lillehammer IK                                         | 3-19 2-17 3-15 |
| 1996-1997 | 1er Tour | Sheffield Steelers Steaua Bucarest Tilburg Trappers                             | 0-16 1-7 8-12  |
| 1997-1998 | 1er Tour | Dunaújvárosi Acélbikák Partizan Belgrade                                        | 2-8 7-4        |
| 1998-1999 | 1er Tour | CG Puigcerdà SC Energija Dukla Trenčín                                          | 6-1 3-2 1-20   |
| 2000-2001 | 1er Tour | Ferencváros TC Miercurea-Ciuc Kazzinc-Torpedo Oust-Kamenogorsk                  | 2-5 1-3 0-14   |
| 2001-2002 | 1er Tour | Rødovre Mighty Bulls Tilburg Trappers Brûleurs de Loups de Grenoble             | 1-6 2-6 1-4    |
| 2002-2003 | 1er Tour | Amstel Tijgers Amsterdam Kazzinc-Torpedo Oust-Kamenogorsk HK Vojvodina Novi Sad | 1-7 0-13 3-5   |
| 2003-2004 | 1er Tour | Tilburg Trappers FC Barcelona Phantoms Deurne                                   | 5-13 5-3 3-8   |
| 2004-2005 | 1er Tour | SC Energija KHL Medveščak Partizan Belgrade                                     | 4-8 1-3 15-1   |
| 2005-2006 | 1er Tour | Slavia Sofia Hapoël Lod Polis Akademisi                                         | 5-2 13-2 7-4   |
|           | 2d Tour  | Sokol Kiev HK Iounost Minsk Kazzinc-Torpedo Oust-Kamenogorsk                    | 0-4 0-8 0-10   |

### Bilan européen
| Matchs Joués | Victoires | Nuls | Défaites | Buts marqués | Buts encaissés | Différence |
| ------------ | --------- | ---- | -------- | ------------ | -------------- | ---------- |
| 37           | 8         | 0    | 29       | 112          | 308            | -196       |